# Заболоть (Радомышльский район)
За́болоть (укр. Заболоть) — село на Украине, находится в Радомышльском районе Житомирской области.
Код КОАТУУ — 1825082901. Население по данным на 01.01.2025 года составляет 525 человек. Население по переписи 2001 года составляло 770 человек. Почтовый индекс — 12234. Телефонный код — 4132. Занимает площадь 2,679 км².

## Адрес местного совета
12234, Житомирская обл., Радомышльский р-н, с. Заболоть, тел. 9-82-35.